# ペローザ・アルジェンティーナ
ペローザ・アルジェンティーナ（伊: Perosa Argentina）は、イタリア共和国ピエモンテ州トリノ県にある、人口約3,200人の基礎自治体（コムーネ）。

## 地理

### 位置・広がり

#### 隣接コムーネ
隣接するコムーネは以下の通り。
- コアッツェ
- ジャヴェーノ
- インヴェルソ・ピナスカ
- ペッレーロ
- ピナスカ
- ポマレット
- ローウレ